# 素叻他尼国际机场
素叻国际机场是泰国素叻府的一座机场，位在素叻他尼西部约21公里处，有一条沥青鋪面跑道。

## 航空公司及航點
| 航空公司     | 目的地                    |
| ------------ | ------------------------- |
| 皇雀航空     | 曼谷-廊曼                 |
| 泰国亚洲航空 | 曼谷-廊曼、清迈           |
| 泰國越捷航空 | 曼谷-蘇凡納布             |
| 泰國狮子航空 | 曼谷-廊曼 包機：台北-桃園 |

## 飛行事故
- 1998年12月11日，泰國國際航空261號班機，一架空中巴士A310-200（註冊編號HS-TIA），執行泰國國內線由曼谷廊曼飛往素叻他尼。在大雨中試圖降落素叻他尼機場時墜毀，機上143人中有102人遇難。